# Halichaetonotus atlanticus
Halichaetonotus atlanticus is een buikharige uit de familie Chaetonotidae. Het dier komt uit het geslacht Halichaetonotus. Halichaetonotus atlanticus werd in 1988 voor het eerst wetenschappelijk beschreven door Kisielewski. 